# 2018年沖縄県知事選挙
2018年沖縄県知事選挙（にせんじゅうはちねんおきなわけんちじせんきょ）は、2018年8月8日に翁長雄志知事が死去したことに伴い執行された沖縄県知事選挙である。2018年9月13日に告示され、9月30日投開票。

## 概要
当初、沖縄県選挙管理委員会は現職翁長雄志知事の2018年12月9日の任期満了に伴い「2018年11月1日告示・11月18日の投開票」という選挙執行日程を6月22日に発表していた。しかし、任期満了前の同年8月8日に翁長が死去したため、8月12日に公職選挙法の規定に従い職務代理者である謝花喜一郎副知事が県選挙管理委員会に死去を通知し、8月13日に県選挙管理委員会は知事選の日程を「9月13日告示・30日投開票」とすることを改めて決めた。
前回の2014年知事選では、在日米軍普天間飛行場の名護市辺野古への移設反対を掲げ、当時の那覇市長であった自民党所属の翁長のバックアップに転向した日本共産党・社会民主党らが中心のいわゆる「オール沖縄勢力」は、翁長の弔い合戦として辺野古移設反対などといった基本方針を引き継ぐ候補者を擁立するとしている。一方、前回は現職の仲井眞弘多知事（当時）を推薦するも、オール沖縄勢力の前に敗北した自由民主党は、国政における連立パートナーだが前回は自主投票であった公明党や、前回は沖縄県本部が独自候補を擁立した日本維新の会とともに候補者を支援するとしている。
本選挙に併せて沖縄県議会議員の補欠選挙がうるま市選挙区、石垣市選挙区（各定数1）、および宜野湾市市長選挙、うるま市議会議員選挙（定数30）が知事選と同日に行われた。また、この月は沖縄統一地方選挙と重なり、2日・9日に県内延べ29市町村で首長選挙や議会議員選挙が執行される。

### 候補者擁立を巡る経緯と各政党・団体の動き
県政野党（国政与党）である自由民主党などによる候補者選考委員会は7月5日に佐喜真淳宜野湾市長の擁立を内定。佐喜真は7月30日に出馬要請を承諾した。県政野党系では他に実業家の安里繁信が出馬を表明していたが、7月31日に自民党県連が仲介する形で佐喜真と会合を行い、候補者一本化に向けた協議に応じる姿勢を見せ、8月19日に出馬断念を正式に表明した。8月21日、自民党と公明党は佐喜真の推薦にまわることを正式に決定。また8月23日、自民党沖縄県連は、日本維新の会国会議員団政調会長の下地幹郎衆議院議員（沖縄の政治団体・政党そうぞう代表）と会談し、前回の知事選で下地自身が出馬した維新の会にも佐喜真の推薦にまわるよう求めた。8月24日、自民・公明両党や地元政治団体でつくる佐喜真の支持団体「沖縄の未来をひらく県民の会」が発足、同日には佐喜真が改めて、維新の会側に推薦願を提出。8月27日、自公両党の幹事長と日本維新の会の松井一郎代表が会談し、維新の会も佐喜真の推薦にまわることを確認。8月30日、日本維新の会沖縄県総支部は佐喜真に対し、推薦状を交付。9月1日、大阪の党本部で行われた常任役員会で佐喜真の推薦にまわることを正式に決定。また、希望の党も8月30日に佐喜真を支持し、要請があれば推薦に切り替えることを決定し、9月8日には、正式に支持から推薦に切り替えた。
一方、当初は翁長の再選に向けて準備を進めていた県政与党側（オール沖縄）は翁長の死後、候補者選定に追われる形となった。8月15日にはオール沖縄から推す声のあった城間幹子那覇市長が知事選に出馬しない意向を表明。8月17日午前の時点で県議会与党や労働組合などでつくる「調整会議」は呉屋守將金秀グループ会長、謝花喜一郎副知事、赤嶺昇県議会副議長らを軸に最終的な候補者調整に入ったが、17日夜には翁長が生前に呉屋と玉城デニー衆議院議員を後継指名していたことが判明。両氏は18日までに出馬を固辞していたが、「調整会議」は19日夜に両氏のどちらかの擁立を目指すことを全会一致で決定し、玉城が出馬を検討する意向を表明した。出馬に先立ち玉城は、所属する自由党の小沢一郎代表と国会議事堂内で会談。小沢代表は玉城の出馬に対しては反対せず、アドバイスを送った。また、玉城が出馬した場合の沖縄3区の後任についても話が及んだ。21日に県政与党の会派おきなわが翁長の後継指名に関わる音声を聞かせるよう求めたが、新里米吉議長は公開を拒否し、会派おきなわは音声が公開されない場合はオール沖縄から離脱することを示唆した。しかし、会派おきなわの対応は支持者らから強い批判を受けたため、23日には音声に関係なく玉城を支援すると方針転換し、同日「調整会議」は、オール沖縄側の候補に玉城を擁立することを全会一致で決め、沖縄市内で本人に出馬を正式に要請した。8月27日、国会内で再び小沢代表と会談し、自由党が選挙のバックアップにまわることを確約。また、28日には野党共闘のパートナーであり、オール沖縄のメンバーである日本共産党・社会民主党をはじめ、立憲民主党・国民民主党・衆院会派「無所属の会」の代表者とも会談し、5党派は玉城の支援を表明した。上記の翁長の音声を巡る問題などから玉城は支援体制を確認するため出馬表明を2度延期しており、最終的に8月29日に出馬を表明した。8月31日、オール沖縄に参加する政党・政治団体や地元企業などでつくる玉城の支援団体「平和・誇りある豊かさを！ひやみかちうまんちゅの会」が発足。

## 基礎データ

### 告示日
- 2018年（平成30年）9月13日

### 執行日
- 2018年（平成30年）9月30日

### 同日選挙
- 沖縄県議会議員補欠選挙
  - うるま市選挙区（定数1）
  - 石垣市選挙区（石垣市、竹富町、与那国町・定数1）
- 宜野湾市市長選挙[35]
  - 自民･公明･維新が推薦する副市長の松川正則が、前県高校PTA連合会長でオール沖縄系の仲西春雅を破り、初当選した[36]。
- うるま市議会議員選挙[7]（定数30）

### おもな争点
- 在日米軍・普天間飛行場の返還方法ならびに名護市辺野古への新基地建設計画の是非
- 県内の経済振興策
- 子育て支援

## 立候補者
4名、立候補届け出順。候補者全員新人。
| 候補者名 (読みかた)          | 年齢 | 党派   | 肩書き                           | 公式サイト 公式ツイッター                                           |
| ---------------------------- | ---- | ------ | -------------------------------- | ------------------------------------------------------------------- |
| 佐喜眞淳 （さきま あつし）   | 54   | 無所属 | 前宜野湾市長                     | http://atsushi-sakima.jp/ https://twitter.com/AtsushiSakima         |
| 玉城デニー （たまき でにー） | 58   | 無所属 | 自由党幹事長、前衆議院議員       | https://hiyamikachiumanchu.com/ https://twitter.com/tamakidenny     |
| 渡口初美 （とぐち はつみ）   | 83   | 無所属 | 琉球料理研究家、元那覇市議会議員 | https://www.toguchihatumi2.com/ https://twitter.com/Toguchi_Hatsumi |
| 兼島俊 （かねしま しゅん）   | 40   | 無所属 | 元IT会社社員                     | http://loveokinawa.net/ https://twitter.com/shunkaneshima           |

### 各候補者の選挙公約
- 佐喜眞淳（さきま・あつし）…対立から対話へ(佐喜真淳 公式ウェブサイト)
- 玉城デニー（たまき・でにー）…誇りある豊かな沖縄。(玉城デニー公式 ひやみかちうまんちゅの会)
- 渡口初美（とぐち・はつみ）…正直、公正、ベーシックインカム。(渡口初美 特設サイト)
- 兼島俊（かねしま・しゅん）…選挙公約(カネシマシュン公式ページ)

### タイムライン
- 2018年（平成30年）
  - 6月22日 - 沖縄県選挙管理委員会が「2018年11月1日告示・11月18日の投開票」とする選挙執行日程を発表。
  - 8月8日 - 第7代知事の翁長雄志が死去。
  - 8月13日 - 沖縄県選挙管理委員会が「9月13日告示・30日投開票」とする選挙執行日程を発表。
  - 8月14日 - 前宜野湾市長の佐喜眞淳（さきま・あつし）が、記者会見で立候補を表明[41]。
  - 8月17日 - 宜野湾市議会が臨時会において佐喜眞の翌18日付での市長辞職を許可[42]。
  - 8月28日 - 琉球料理研究家の渡口初美（とぐち・はつみ）が、記者会見で立候補を表明[43]。
  - 8月29日 - 自由党幹事長の玉城デニー（たまき・でにー）が、記者会見で立候補を表明[44]。
  - 9月4日 - 元IT会社社員の兼島俊（かねしま・しゅん）が、記者会見で立候補への意欲を表明[45]。
  - 9月13日 - 告示。立候補に伴い玉城は衆議院議員を自動失職（退職）。
  - 9月27日 - うるま市第20投票区（津堅島）[46]、竹富町において繰り上げ投票[47][48]。
  - 9月28日 - 次の投票区において繰り上げ投票。
    - うるま市 - 第21投票区（浜）、第22投票区（比嘉）、第26投票区（平安座）、第27投票区（桃原）、第28投票区（上原）、第29投票区（伊計）[49]
    - 今帰仁村 - 第5投票区（古宇利）[50]
    - 本部町 - 第1投票区（瀬底）[51]

  - 9月30日 - 選挙の期日（投票日）。即日開票。
  - 10月4日 - 沖縄県選挙管理委員会が選挙会を開催[52]し、当選人を決定。この日以降、当選人の告示、当選人に対し当選証書を付与。

## 立候補を取りやめた人物
- 安里繁信 - 実業家。7月3日に、記者会見で出馬を表明していた[53]が、8月19日、保守候補一本化のために出馬を断念[12]、佐喜真を推薦した[54]。
- 後藤浩昌 - 行政書士。9月4日、記者会見で出馬表明[55][56]。9月10日まで[57]に出馬取りやめ[58]。
- 山口節生 - 不動産鑑定士、政治活動家、実業家。8月24日、記者会見で出馬表明[59][60]。選挙告示日、立候補を届け出なかった。
- 南俊輔 - 営業コンサルティング業。8月28日、記者会見で出馬表明[61]。選挙告示日、立候補を届け出なかった。

## 立候補が取り沙汰された人物
- 古謝景春 - 前南城市長。7月2日に出馬への意欲を表明していたが、7月5日に自民党県連などによる候補者選考委員会が佐喜真の擁立を内定したことで断念した[62][9]。
- 謝花喜一郎 - 沖縄県副知事[63][64][65][66][67]。翁長の後継候補として名前が挙がるも玉城の出馬決定により出馬せず。
- 糸数慶子 - 参議院議員、沖縄社会大衆党前委員長[64][65]
- 城間幹子 - 那覇市長[64][65]。8月15日に知事選出馬を否定[22]。
- 呉屋守將 - 金秀グループ会長[65][66][67]。玉城と共に翁長から後継指名を受けていたとされるが、8月18日までに立候補を固辞した[24]。
- 稲嶺進 - 前名護市長[65][67]
- 伊波洋一 - 参議院議員（無所属）、元宜野湾市長[65]
- 富川盛武 - 沖縄県副知事[66][67]
- 赤嶺昇 - 沖縄県議会副議長[67]
- 鳩山由紀夫 - 元首相、元民主党代表[68]

## 選挙結果
9月30日、選挙が行われ即日開票。自公推薦・佐喜眞とオール沖縄・玉城、それぞれ完全無所属の渡口、兼島の、4人の争いとなり、20時の各社の開票速報では、玉城の優勢が伝えられる。その後、開票の末、玉城が佐喜眞、兼島、渡口を破り初当選。
玉城は、支援に回った立憲・共産・社民の各党支持層をほぼ取り込んだほか、無党派層の7割以上の支持を集め、沖縄県知事選では、過去最多となる約39万票を獲得。一方の佐喜真は自民・公明両党の支持層を7割程度固めたものの、若干玉城に流れる結果となり8万票の大差を付けられ敗戦。
なお、今回の投票率は63・24%（前回64・13%）。期日前投票は、投票日前日に沖縄地方を直撃した台風24号の影響などもあり、有権者の35%にあたる40万6984人で、過去最多だった前回（19万7325人）の2倍を超えた。

### 開票結果
※当日有権者数：1,146,815人 最終投票率：63.24%（前回比：0.89pts）
| 候補者名   | 年齢 | 所属党派 | 新旧別 | 得票数    | 得票率 | 推薦・支持                                                               |
| ---------- | ---- | -------- | ------ | --------- | ------ | ------------------------------------------------------------------------ |
| 玉城デニー | 58   | 無所属   | 新     | 396,632票 | 55.07% | オール沖縄（立憲民主党・国民民主党・共産党・自由党・社民党・沖縄社大党） |
| 佐喜眞淳   | 54   | 無所属   | 新     | 316,458票 | 43.94% | （推薦） 自民党・公明党・日本維新の会・希望の党                          |
| 兼島俊     | 40   | 無所属   | 新     | 3,638票   | 0.51%  |                                                                          |
| 渡口初美   | 83   | 無所属   | 新     | 3,482票   | 0.48%  |                                                                          |

（出典：沖縄県知事選 NHK選挙WEB 開票結果）
| 市町村   | 玉城デニー | 玉城デニー | 佐喜真淳 | 佐喜真淳 | 兼島俊 | 兼島俊 | 渡口初美 | 渡口初美 |
| 市町村   | 得票       | %          | 得票     | %        | 得票   | %      | 得票     | %        |
| -------- | ---------- | ---------- | -------- | -------- | ------ | ------ | -------- | -------- |
| 合計     | 396,632    | 55.07%     | 316,458  | 43.94%   | 3,638  | 0.51%  | 3,482    | 0.48%    |
| 那覇市   | 92,624     | 57.83%     | 65,524   | 40.91%   | 1,152  | 0.72%  | 869      | 0.54%    |
| 宜野湾市 | 22,379     | 45.35%     | 26,644   | 53.99%   | 185    | 0.37%  | 142      | 0.29%    |
| 石垣市   | 11,015     | 48.12%     | 11,648   | 50.89%   | 129    | 0.56%  | 97       | 0.42%    |
| 浦添市   | 30,622     | 54.18%     | 25,319   | 44.80%   | 312    | 0.55%  | 264      | 0.47%    |
| 名護市   | 16,796     | 52.43%     | 15,013   | 46.86%   | 93     | 0.29%  | 136      | 0.42%    |
| 糸満市   | 15,708     | 54.92%     | 12,550   | 43.88%   | 148    | 0.52%  | 197      | 0.69%    |
| 沖縄市   | 35,947     | 56.28%     | 27,321   | 42.78%   | 363    | 0.57%  | 239      | 0.37%    |
| 豊見城市 | 17,442     | 56.79%     | 13,039   | 42.46%   | 110    | 0.36%  | 121      | 0.39%    |
| うるま市 | 35,011     | 56.39%     | 26,407   | 42.54%   | 312    | 0.50%  | 352      | 0.57%    |
| 宮古島市 | 10,961     | 44.87%     | 13,314   | 54.50%   | 72     | 0.29%  | 83       | 0.34%    |
| 南城市   | 12,642     | 55.77%     | 9,773    | 43.11%   | 106    | 0.47%  | 147      | 0.65%    |
| 国頭村   | 1,101      | 41.11%     | 1,555    | 58.07%   | 11     | 0.41%  | 11       | 0.41%    |
| 大宜味村 | 1,141      | 65.24%     | 600      | 34.31%   | 5      | 0.29%  | 3        | 0.17%    |
| 東村     | 516        | 46.15%     | 589      | 52.68%   | 2      | 0.18%  | 11       | 0.98%    |
| 今帰仁村 | 3,261      | 63.59%     | 1,817    | 35.43%   | 19     | 0.37%  | 31       | 0.60%    |
| 本部町   | 3,621      | 53.46%     | 3,095    | 45.70%   | 23     | 0.34%  | 34       | 0.50%    |
| 恩納村   | 2,771      | 54.26%     | 2,275    | 44.55%   | 23     | 0.45%  | 38       | 0.74%    |
| 宜野座村 | 1,716      | 54.55%     | 1,389    | 44.15%   | 20     | 0.64%  | 21       | 0.67%    |
| 金武町   | 2,755      | 50.72%     | 2,635    | 48.51%   | 24     | 0.44%  | 18       | 0.33%    |
| 伊江村   | 1,472      | 56.42%     | 1,114    | 42.70%   | 9      | 0.34%  | 14       | 0.54%    |
| 読谷村   | 11,715     | 59.92%     | 7,658    | 39.17%   | 66     | 0.34%  | 111      | 0.57%    |
| 嘉手納町 | 3,534      | 51.67%     | 3,231    | 47.24%   | 27     | 0.39%  | 47       | 0.69%    |
| 北谷町   | 7,694      | 58.85%     | 5,280    | 40.38%   | 50     | 0.38%  | 51       | 0.39%    |
| 北中城村 | 5,344      | 62.30%     | 3,169    | 36.94%   | 33     | 0.38%  | 32       | 0.37%    |
| 中城村   | 6,045      | 57.54%     | 4,393    | 41.82%   | 30     | 0.29%  | 37       | 0.35%    |
| 西原町   | 11,265     | 61.50%     | 6,901    | 37.68%   | 73     | 0.40%  | 77       | 0.42%    |
| 与那原町 | 5,524      | 56.38%     | 4,177    | 42.63%   | 50     | 0.51%  | 47       | 0.48%    |
| 南風原町 | 11,669     | 60.63%     | 7,435    | 38.63%   | 67     | 0.35%  | 75       | 0.39%    |
| 渡嘉敷村 | 193        | 48.25%     | 207      | 51.75%   | 0      | 0.00%  | 0        | 0.00%    |
| 座間味村 | 319        | 54.44%     | 261      | 44.54%   | 1      | 0.17%  | 5        | 0.85%    |
| 粟国村   | 169        | 46.69%     | 189      | 52.21%   | 0      | 0.00%  | 4        | 1.10%    |
| 渡名喜村 | 106        | 45.69%     | 125      | 53.88%   | 1      | 0.43%  | 0        | 0.00%    |
| 南大東村 | 231        | 30.76%     | 513      | 68.31%   | 2      | 0.27%  | 5        | 0.67%    |
| 北大東村 | 77         | 20.32%     | 299      | 78.89%   | 0      | 0.00%  | 3        | 0.79%    |
| 伊平屋村 | 275        | 41.54%     | 380      | 57.40%   | 5      | 0.76%  | 2        | 0.30%    |
| 伊是名村 | 291        | 39.32%     | 437      | 59.05%   | 3      | 0.41%  | 9        | 1.22%    |
| 久米島町 | 2,233      | 58.26%     | 1,544    | 40.28%   | 14     | 0.37%  | 42       | 1.10%    |
| 八重瀬町 | 8,676      | 56.73%     | 6,470    | 42.30%   | 82     | 0.54%  | 66       | 0.43%    |
| 多良間村 | 191        | 31.16%     | 421      | 68.68%   | 0      | 0.00%  | 1        | 0.16%    |
| 竹富町   | 1,178      | 49.85%     | 1,148    | 48.58%   | 12     | 0.51%  | 25       | 1.06%    |
| 与那国町 | 402        | 39.41%     | 599      | 58.73%   | 4      | 0.39%  | 15       | 1.47%    |